# Ти мертвий без грошей
Ти мертвий без грошей — детективний роман. Автор — Джеймс Гедлі Чейз.
Вперше надрукований в 1972 році з назвою «You're Dead Without Money» з псевдонімом J. H. Chase. Обсяг 139 сторінок формату А5 (залежно від набору є коливання).
Дії відбуваються в США: Флорида,
Назву взято по словах персонажа книги Еліота, сказаних Сінді: «Я мертвий без грошей!»

## Сюжет
Про викрадення безцінних поштових марок.

## Персонажі
Посили на сторінки в 12-му томі з 32-х томника.
Барні Ел — оповідач 4
Бейлі Фред — власник винного магазину 25-1
Він Пінн — обранець Сінді, 11
Діллак Жан — управитель отелю «Спаніш Бей» 4-15,16
Елліот Дон — кіноактор 20-15
Камерон (Кемпбелл) — письменник 5
Кендрік Клод — власник великого антикварного магазину в шикарному районі міста, скупник краденого 15-12н, 25-19н
Ко-Ю — шофер і камердинер Радніца 60-23н
Лакі Джо — професійний помірний злодій 8,9
Лакі Сінді (Лусінда) — донька Джо Лакі , магазинна і кишенькова крадійка 8,9
Ларрімор Джуді — донька Пауля 62-17н
Ларрімор Пауль — власник марок 32-2
Леві Ейб — власник магазину антикваріату і користованих речей 16,17
Лессінг Джек — утримувач приватного розшукового бюро 76-4,3н
Луіс де Марні — старший продавець Кендріка 27-5
Радніц Герман — розшукувач марок  з портретом містера Джі 60-3,4 59-15н
Хамфрі Лі — чиновник з ЦРУ 126, 129, 131
Хольтц — секртар Радніца 76-8,7

## Видання
Т.12 з Зібрання творів в 32 томах.— Мінськ, «Ерідан», 1993 р. (рос.), с.3—142, в томі 480 с.. ISBN 5-85872-130-3

## Тексти в інтернеті
- https://knijky.ru
- https://loveread.ec